# Calyptranthes capitulata
Calyptranthes capitulata är en myrtenväxtart som beskrevs av Charles Wright. Calyptranthes capitulata ingår i släktet Calyptranthes och familjen myrtenväxter.

## Underarter
Arten delas in i följande underarter:
- C. c. capitulata
- C. c. caroli